# Jiang Qiuyan
Jiang Qiuyan (14 de março de 1983) é uma atleta chinesa especialista na marcha atlética.
Foi a primeira atleta a receber a medalha de ouro na Universíada de Banguecoque 2007 e, por isso, recebeu a medalha diretamente do presidente da Federação Internacional do Esporte Universitário (FISU), George E. Killian.